# Hochdorf (Suíça)
Hochdorf é uma comuna da Suíça, no Cantão Lucerna, com cerca de 7 846 habitantes. Estende-se por uma área de 10,31 km², de densidade populacional de 761 hab/km². Confina com as seguintes comunas: Ballwil, Eschenbach, Hohenrain, Rain, Römerswil.
A língua oficial nesta comuna é o alemão.